# Аллен, Оскар Келли
Оскар Келли Аллен-старший (англ. Oscar Kelly Allen, Sr.; 8 августа 1882, приход Уинн, Луизиана — 28 января 1936, Батон-Руж, Луизиана) — американский политик, 42-й губернатор Луизианы.

## Биография

### Ранние годы, образование и семья
Оскар Келли Аллен родился в приходе Уинн, штат Луизиана, в семье Асы Ливая и Софронии (урождённой Перкинс) Аллен. Он окончил школу в Уинне, педагогическое училище и бизнес-колледж в Спрингфилде, а также частный Университет Тринити в Техасе.
В 1898 году Аллен преподавал в школе в приходе Уинн, а позже в Минерал-Спрингс, Техас, и в Плезант-Хилл, Луизиана. В 1898 году он был помощником секретаря в Тринити. После этого Аллен работал в сельском хозяйстве, на железной дороге в 1912 году, занимался торговлей и бурением нефтяных скважин.
4 декабря 1912 года Аллен женился на Флоренс Скотт Лав из Париса, Техас. У них было трое детей: Джойс Лав, Оскар Келли Аллен-младший (род. 1915) и Аса Бентон Аллен (род. 1925).

### Политическая карьера
В 1916—1920 годах Аллен работал налоговым оценщиком в приходе Уинн, а в 1924—1927 годах — клерком в полицейском жюри (эквивалент окружного уполномоченного в других штатах). В 1927 году он был избран в сенатором Луизианы. Эту должность он занимал до 1931 года. В 1928 году губернатор назначил Аллена председателем дорожной комиссии Луизианы. В 1930 году, когда Верховный суд штата запретил совмещать должности в законодательной и исполнительной ветвях власти, Аллену пришлось уйти из комиссии.
19 апреля 1932 года на всеобщих выборах Аллена избрали губернатором Луизианы, и он был приведён к присяге 16 мая 1932 года. Во время его пребывания в должности была расширена система государственных школ, было увеличено строительство автомагистралей и мостов, была завершена программа ликвидации кредитов, а также были модернизированы Университет штата Луизиана и государственные больницы.

### Смерть и почести
Аллен умер 28 января 1936 года в особняке губернатора от кровоизлияния в мозг. На момент смерти он был кандидатом от Демократической партии на освободившееся место Хьюи Лонга в Сенате США. Он победил своего соперника с огромным преимуществом — 200 000 голосов, но не дожил до вступления в должность. Аллен был похоронен на городском кладбище в Уинфилде.
В честь Оскара Келли Аллена названы:
- мост через реку Южная Ред-Ривер между городами Алегзандрия и Пайнвилл
- зал в кампусе Университета штата Луизиана
- зал в кампусе Университете Луизианы в Лафайетте[англ.]

В 1993 году Аллен был посмертно введен в Зал славы музея политики Луизианы в Уинфилде, наряду с двумя другими губернаторами — Хьюи и Эрлом Лонг.